# Leporinus ortomaculatus
Leporinus ortomaculatus är en fiskart som beskrevs av Julio C. Garavello 2000. Leporinus ortomaculatus ingår i släktet Leporinus och familjen Anostomidae. Inga underarter finns listade i Catalogue of Life.